# Haemaphysalis cooleyi
Haemaphysalis cooleyi är en fästingart som beskrevs av C.L. Bedford 1929. Haemaphysalis cooleyi ingår i släktet Haemaphysalis och familjen hårda fästingar. Inga underarter finns listade i Catalogue of Life.